# Maskarpone
Maskarpóne (tudi v izvirnem zapisu mascarpone) je svež kremast sir. 
Izvira iz italijanske Lombardije. Izdelan je iz ogrete smetane, zgoščene z vinsko ali citronsko kislino. Uporablja se za izdelavo sladic, npr. tiramisuja.

## Izdelava
Iz 100 kg smetane z maščobo med 30 in 32 % se pridobi 35 do 40 kg sira.
Svežo smetano z vsebnostjo maščobe med 30 in 32 % se v vodni kopeli ogreje na 80 stopinj Celzija. Smetano se nato vzame iz vodne kopeli in ob intenzivnem mešanju se doda 15 ml 5% citronske kisline na 1 l smetane. Mešanje traja 10 minut oz. dokler masa ne postane gostejša in čvrstejša, z enakomerno velikimi zrni. Sirnino se prenese v perforirane banje, prekrite s sirarskim prtom, da lahko odteka sirotka. Polne se jih toliko časa, dokler odcejena plast ni debela 4 ali 5 cm. Po 8 do 10 urah se sirnino zbere v sredini banje, pregnete in pusti počivati 8 do 10 ur. Temperatura ne sme biti višja od 10 stopinj Celzija. Če se maskarponeja ne proda v 24 urah, se mora ohladiti na 2 do 4 stopinje Celzija.